# Aitor López
Aitor López López (Caracas, Venezuela; 4 de junio de 1999) es un futbolista que juega como delantero en el Portuguesa Fútbol Club de la Primera División de Venezuela 

## Trayectoria
Aitor López López  hizo su debut en el mundo del fútbol profesional el 3 de septiembre de 2015. Desde entonces, ha tenido una carrera notable y variada, jugando para varios equipos destacados a lo largo de los años.
Comenzó su carrera en el Deportivo La Guaira, desde donde se trasladó al FC Barcelona B. Posteriormente, continuó su trayectoria en Francia antes de regresar a Venezuela para jugar en Estudiantes de Caracas, Atlético Venezuela, y RGV FC Toros. Aitor también pasó por Metropolitanos, nuevamente Dep. La Guaira, y finalmente llegó a Zamora FC en 2023, uno de los equipos más destacados de la Primera División de Venezuela en la última década.
A lo largo de las temporadas recientes, Aitor ha demostrado su capacidad de adaptación y evolución constante. En la temporada 23/24, se trasladó de Dep. La Guaira a Zamora FC. En la temporada anterior, 22/23, jugó para Metropolitanos antes de unirse nuevamente a Dep. La Guaira. Durante la temporada 21/22, pasó de Atl. Venezuela a Metropolitanos y luego de RGV FC Toros a Atl. Venezuela.
En la temporada 20/21, hizo el movimiento inverso, pasando de Atl. Venezuela a RGV FC Toros. Un año antes, en la temporada 19/20, se trasladó de Estudiantes a Atl. Venezuela. La temporada 18/19 lo vio pasar de Dep. La Guaira a Estudiantes. La temporada 17/18 fue particularmente activa, con Aitor cambiando de Estudiantes a Dep. La Guaira, luego de Dep. La Guaira a Estudiantes, de FC Metz U19 a Dep. La Guaira, y finalmente de Dep. La Guaira a FC Metz U19.
Finalmente, en la temporada 16/17, Aitor se movió de Zamora FC a Dep. La Guaira, luego de Dep. La Guaira a Zamora FC, y de DLG B a Dep. La Guaira. Este historial de fichajes destaca la versatilidad y la experiencia acumulada de Aitor López Rekarte a lo largo de su carrera profesional.

### Deportivo La Guaira
Formado en la cantera del Deportivo La Guaira, inició su carrera jugando en el Complejo Deportivo Fray Luis, que desde muy joven lo ha visto en la diferentes categorías juveniles y también en la máxima división del balompié venezolano, en la que debutó en un partido del Torneo de Adecuación 2015 a la corta edad de 16 años el 3 de octubre de 2015 en la derrota 0:2 ante el Aragua. Disputó 64 minutos antes de ser sustituido por su compañero Edgar Pérez Greco, convirtiéndose en el más joven del cuadro litoralense en ver minutos. Meses antes, con 15 años, había estado sometido a prueba durante dos semanas con el West Ham United de la Premier League de Inglaterra Inglaterra.
Con el primer equipo disputó temporada y media, se coronó campeón en la Copa Venezuela 2016 y estuvo convocado para la Copa Sudamericana 2016 en la que el naranja hizo historia al trascender a la tercera fase.

### Metz
El 4 de septiembre de 2017 es fichado a préstamo con opción de compra por el F. C. Metz de la Ligue 1 de Francia. Semanas antes había estado entrenando en La Masía con el Fútbol Club Barcelona Juvenil "A". No obstante, al haber llegado fuera del período de fichajes, López fue enviado al equipo reserva del Metz.

Zamora Futbol Club
Desde 2023, Aitor López López forma parte del Zamora Fútbol Club, uno de los equipos más destacados de la última década en la Primera División de Venezuela. Con una trayectoria de éxito y un rendimiento excepcional, Zamora FC ha demostrado ser un competidor formidable en el fútbol venezolano, contribuyendo al desarrollo y la calidad del deporte en el país. La inclusión de Aitor en este equipo subraya su talento y compromiso con el alto nivel competitivo.
Selección Nacional de Venezuela
Ha sido convocado por la Sub-23 de Venezuela  en 4 partidos y 10 convocatorias disputando un torneo preolímpico

## Palmarés
| Título                        | Club                       | País      | Año  |
| ----------------------------- | -------------------------- | --------- | ---- |
| Copa Venezuela                | Deportivo La Guaira        | Venezuela | 2016 |
| Primera División de Venezuela | Metropolitanos Fútbol Club | Venezuela | 2022 |